# Алонцево
Алонцево — село в Киквидзенском районе Волгоградской области России, в составе Завязенского сельского поселения.
Население — 213 (2010) человек.

## История
Основано как владельческий посёлок. Первоначально был известен как посёлок Степановка (также Алонцов). Впоследствии стал известен под названием Алонцовский. Посёлок относился к Хопёрскому округу Земли Войска Донского (с 1870 — Область Войска Донского). В 1859 года в Степановке проживали 78 мужчин и 45 женщин. После отмены крепостного права посёлок был отнесён к Семёновской волости (центр — село Семёновка). Согласно переписи 1873 года в селе проживали 116 мужчин и 123 женщины, в хозяйствах жителей имелись 107 лошадей, 45 пар волов, 133 головы прочего рогатого скота, 204 овец. Согласно переписи населения 1897 года в посёлке Алонцовском проживали 152 мужчины и 160 женщин, из них грамотных: мужчин — 52 (34,2 %), грамотных женщин — 2 (1,25 %).
Согласно алфавитному списку населённых мест Области Войска Донского 1915 года земельный надел посёлка составлял 64 десятины, проживало 275 мужчин и 254 женщины, имелись сельское правление, училище. Посёлок обслуживало Мачехское почтовое отделение.
В 1928 году хутор Алонцовский был отнесён в состав Преображенского района (в 1936 году переименован в Киквидзенский район) Хопёрского округа (упразднён в 1930 году) Нижне-Волжского края (с 1934 года — Сталинградский край, с 1936 года — Сталинградская область, с 1961 года — Волгоградская область). До 1961 года хутор являлся центром Алонцовского (Алонцевского) сельсовет. 11 мая 1961 года решением исполкома облсовета № 9/216 §6 Алонцевский и сельский совет был упразднён, территория передана в состав Завязинского сельского совета.

## География
Село находится в пределах Хопёрско-Бузулукской равнины, являющейся южным окончанием Окско-Донской низменности, на реке Завязке (правый приток реки Бузулук), в 12 км севернее села Завязка, на высоте около 105 метров над уровнем моря. Почвы — чернозёмы обыкновенные.
По автомобильным дорогам расстояние до областного центра города Волгоград составляет 310 км, до районного центра станицы Преображенской — 20 км.
Часовой пояс
Алонцево, как и вся Волгоградская область, находится в часовой зоне МСК (московское время). Смещение применяемого времени относительно UTC составляет +3:00.

## Население
Динамика численности населения по годам:
| 1859 | 1873 | 1897 | 1915 | 1987 |
| ---- | ---- | ---- | ---- | ---- |
| 123  | 239  | 312  | 539  | ≈240 |

| 2010 |
| ---- |
| 213  |